# Scopula
Scopula es un género muy numeroso de polillas de la familia Geometridae de distribución mundial y una gran riqueza en biodiversidad.: 19  Hay más de 700 especies y se describen especies nuevas continuamente; la identificación de muchas especies es difícil por lo que, en un concepto más amplio, se pueden identificar hasta 900 especies.: 253  El género fue descrito por primera vez por Franz von Paula Schrank en 1802.
La mayoría de las especies se encuentran en las zonas tropicales y subtropicales.

## Descripción
Son polillas relativamente pequeñas, con una envergadura de aproximadamente 15 a 30 milímetros (0,6 a 1,2 plg), o un poco más. Poseen alas anteriores relativamente anchas.: 253  Las puntas (ápices) de las alas anteriores pueden ser redondeadas o ligeramente puntiagudas. El color de fondo varía desde casi blanco, pasando por varios tonos de marrón, hasta vinotinto o rojo violáceo. La parte inferior de las alas anteriores suele ser más oscura que la de las posteriores, pero el color de fondo en la parte superior de las alas anteriores y posteriores suele ser el mismo. El patrón suele consistir en una línea transversal interna claramente definida, una banda media y una línea transversal externa. Estos elementos pueden volverse casi invisibles con la variación intraespecífica. Además, pueden desarrollarse la línea ondulada y la línea terminal. Muchas especies presentan puntos discales.
Scopula es un género críptico con muchas especies que carecen de una fascia distintiva en las alas. Por lo tanto, se necesitan de la morfología genital y/o códigos de barras para separar las especies con certeza.
Los huevos suelen presentar numerosas crestas longitudinales marcadas que se intersecan con crestas transversales, generalmente más débiles. Generalmente son de color pálido, pero a menudo aparecen manchas rojas en el exterior después de unos días. Las orugas suelen eclosionar rápidamente, en tan solo tres a siete días.: 253  Son relativamente delgadas y su color suele variar considerablemente entre especies. Las pupas suelen ser parduscas, pero las vainas de las alas suelen ser verdosas o amarillentas. El cremáster consta de cuatro pares de cerdas.

## Distribución
La mayoría de las especies del género son nativas de las zonas tropicales y subtropicales. Un número relativamente pequeño de especies también vive en latitudes templadas. En consonancia con su gran número, se puede observar una amplia gama de hábitats. Debido a su distribución tropical y subtropical, la gran mayoría se limita a regiones más cálidas. Sin embargo, muchas de las especies que se encuentran en Europa Central también se describen como termófilas. Las especies se encuentran desde tierras bajas hasta altitudes superiores a los 3000 metros (9842,5 pies), en algunos casos. Algunas especies son relativamente sedentarias, mientras que otras migran distancias cortas y medias.
El género es el único miembro de la subfamilia Sterrhinae que se extiende hasta Polinesia, con especies endémicas en las Marquesas y el único género de Sterrhinae que llega a Nueva Zelanda.

## Ciclo de vida
Las especies del género Scopula son uni- a plurivoltinas, lo que significa que producen de una a varias generaciones al año. La mayoría de las especies son crepusculares y nocturnas, aunque algunas también vuelan durante el día. A menudo vuelan hacia fuentes de luz artificial, y muchas especies también se acercan para atrapar cebos. Las orugas son parcialmente monófagas, pero mayormente polífagas, y se alimentan de diversas plantas herbáceas y hojas de árboles y arbustos. Rara vez se alimentan de musgos. En latitudes templadas, las orugas suelen hibernar.

## Especies
Cuenta con 705 especies que se listan aquí en orden alfabético.

### A
- Scopula ablativa (Dognin, 1911)
- Scopula abolita Herbulot, [1956]
- Scopula abornata (Guenée, [1858])
- Scopula accentuata (Guenée, [1858])
- Scopula acentra (Warren, 1897)
- Scopula acharis Prout, 1938
- Scopula achroa (Lower, 1902)
- Scopula achrosta Prout, 1935
- Scopula acidalia (Holland, 1894)
- Scopula acinosa (Prout, 1932)
- Scopula actuaria (Walker, 1861)
- Scopula acutanellus Herbulot, 1992
- Scopula acyma Prout, 1932
- Scopula addictaria (Walker, 1861)
- Scopula adelpharia (Püngeler, 1894)
- Scopula adenensis (Wiltshire, 1986)
- Scopula adeptaria (Walker, 1861)
- Scopula aegrefasciata Sihvonen, 2001
- Scopula aemulata (Hulst, 1896) – angled wave
- Scopula aequidistans (Warren, 1896)
- Scopula aequifasciata (Christoph, 1881)
- Scopula aetheomorpha Prout, 1917
- Scopula afghana (Ebert, 1965)
- Scopula africana Berio, 1937
- Scopula agglomerata Herbulot, 1992
- Scopula agnes (Butler, 1886)
- Scopula agrapta (Warren, 1902)
- Scopula agrata (Felder & Rogenhofer, 1875)
- Scopula agutsaensis Vasilenko, 1997
- Scopula alargata (Dognin, 1901)
- Scopula alba (Hausmann, 1993)
- Scopula albiceraria (Herrich-Schäffer, 1847)
- Scopula albida (Warren, 1899)
- Scopula albidaria (Staudinger, 1901)
- Scopula albidulata (Warren, 1897)
- Scopula albiflava (Warren, 1896)
- Scopula albilarvata (Warren, 1899)
- Scopula albivertex (Swinhoe, 1892)
- Scopula albomaculata (Moore, 1888)
- Scopula alboverticata (Warren, 1895)
- Scopula aleuritis (Turner, 1908)
- Scopula alfierii (Wiltshire, 1949)
- Scopula alma Prout, 1920
- Scopula alstoni Prout, 1919
- Scopula amala (Meyrick, 1886)
- Scopula amazonata (Guenée, [1858])
- Scopula ambigua Prout, 1935
- Scopula amphiphracta Prout, 1938
- Scopula amseli Wiltshire, 1967
- Scopula anaitisaria (Walker, 1861)
- Scopula anatreces Prout, 1920
- Scopula ancellata (Hulst, 1887)
- Scopula andalusiaria (Wagner, 1935)
- Scopula andresi (Draudt, 1912)
- Scopula anfractata Sihvonen, 2005
- Scopula angusticallis Prout, 1935
- Scopula aniara Prout, 1934
- Scopula anisopleura Inoue, 1982
- Scopula annexata Prout, 1938
- Scopula annubiata (Staudinger, 1892)
- Scopula annularia (Swinhoe, 1890)
- Scopula anoista (Prout, 1915)
- Scopula ansorgei (Warren, 1899)
- Scopula ansulata (Lederer, 1871)
- Scopula antankarana Herbulot, [1956]
- Scopula antiloparia (Wallengren, 1863)
- Scopula anysima Prout, 1938
- Scopula aphercta Prout, 1932
- Scopula apicipunctata (Christoph, 1881)
- Scopula apparitaria (Walker, 1861)
- Scopula arenosaria (Staudinger, 1879)
- Scopula argentidisca (Warren, 1902)
- Scopula argillina (Lower, 1915)
- Scopula argyroleuca (Hampson, 1910)
- Scopula asellaria (Herrich-Schäffer, 1847)
- Scopula asiatica (Brandt, 1938)
- Scopula asopiata (Guenée, [1858])
- Scopula asparta Prout, 1938
- Scopula aspiciens Prout, 1926
- Scopula aspilataria (Walker, 1861)
- Scopula asthena Inoue, 1943
- Scopula astheniata Viidalepp, 2005
- Scopula astrabes Prout, 1932
- Scopula asymmetrica Holloway, 1997
- Scopula atramentaria (Bastelberger, 1909)
- Scopula atricapilla Prout, 1934
- Scopula atriceps (Hampson, 1895)
- Scopula atridiscata (Warren, 1897)
- Scopula attentata (Walker, 1861)
- Scopula axiata (Püngeler, 1909)
- Scopula axiotis (Meyrick, 1888)

### B
- Scopula batesi Prout, 1932
- Scopula beccarii (Prout, 1915)
- Scopula beckeraria (Lederer, 1853)
- Scopula benenotata Prout, 1932
- Scopula benguetensis Prout, 1931
- Scopula benigna (Brandt, 1941)
- Scopula benitaria (Barnes & McDunnough, 1913)
- Scopula bifalsaria (Prout, 1913)
- Scopula bigeminata (Warren, 1897)
- Scopula bimacularia (Leech, 1897)
- Scopula bispurcata (Warren, 1898)
- Scopula bistrigata (Pagenstecher, 1907)
- Scopula brachypus Prout, 1926
- Scopula brookesae Holloway, 1976
- Scopula bullata (Vojnits, 1986)
- Scopula butleri (Prout, 1913)
- Scopula butyrosa (Warren, 1893)

### C
- Scopula caberaria Herbulot, 1992
- Scopula cacuminaria (Morrison, 1874) – frosted tan wave
- Scopula caducaria (Swinhoe, 1904)
- Scopula caeria Prout, 1938
- Scopula caesaria (Walker, 1861)
- Scopula cajanderi (Herz, 1903)
- Scopula calcarata D. S. Fletcher, 1958
- Scopula caledonica Holloway, 1979
- Scopula callibotrys (Prout, 1918)
- Scopula calothysanis Herbulot, 1965
- Scopula calotis (Dyar, 1912)
- Scopula campbelli Prout, 1920
- Scopula candida Prout, 1934
- Scopula candidaria (Warren, 1902)
- Scopula canularia (Herrich-Schäffer, 1870)
- Scopula capnosterna Prout, 1938
- Scopula caricaria (Reutti, 1853)
- Scopula carnosa Prout, 1925
- Scopula cassiaria (Swinhoe, 1904)
- Scopula cassioides Prout, 1932
- Scopula castissima (Warren, 1897)
- Scopula cavana (Druce, 1892)
- Scopula celebraria (Walker, 1861)
- Scopula cervinata (Warren, 1905)
- Scopula cesa Kemal & Kocak, 2004
- Scopula chalcographata (Brandt, 1938)
- Scopula chionaeata (Herrich-Schäffer, 1870)
- Scopula chrysoparalias (Prout, 1917)
- Scopula chydaea Prout, 1938
- Scopula cineraria (Leech, 1897)
- Scopula cinnamomata D. S. Fletcher, 1955
- Scopula circumpunctata (Warren, 1898)
- Scopula clandestina Herbulot, [1956]
- Scopula clarivialis Prout, 1931
- Scopula cleoraria (Walker, 1861)
- Scopula coangulata Prout, 1920
- Scopula coenona (Turner, 1908)
- Scopula colymbas Herbulot, 1994
- Scopula comes Prout, 1927
- Scopula commaria (Swinhoe, 1904)
- Scopula compensata (Walker, 1861)
- Scopula complanata (Warren, 1896)
- Scopula concinnaria (Duponchel, 1842)
- Scopula concolor (Warren, 1905)
- Scopula concurrens (Warren, 1897)
- Scopula conduplicata (Warren, 1904)
- Scopula confertaria (Walker, 1861)
- Scopula confinaria (Herrich-Schäffer, 1847)
- Scopula confusa (Butler, 1878)
- Scopula congruata (Zeller, 1847)
- Scopula coniargyris Prout, 1932
- Scopula coniaria (Prout, 1913)
- Scopula conotaria (Schaus, 1901)
- Scopula conscensa (Swinhoe, 1886)
- Scopula consimilata (Warren, 1896)
- Scopula conspersa (Warren, 1900)
- Scopula conspicillaria Karisch, 2001
- Scopula contramutata Prout, 1920
- Scopula convergens (Warren, 1904)
- Scopula convictorata (Snellen, 1874)
- Scopula cornishi Prout, 1932
- Scopula corrivalaria (Kretschmar, 1862)
- Scopula corrupta Prout, 1931
- Scopula costata (Moore, [1887])
- Scopula coundularia (Warren, 1898)
- Scopula crassipuncta (Warren, 1901)
- Scopula crawshayi Prout, 1932
- Scopula cumulata (Alphéraky, 1883)
- Scopula cuneilinea (Walker, [1863])
- Scopula curvimargo (Warren, 1900)

### D
- Scopula dapharia (Swinhoe, 1904)
- Scopula dargei Herbulot, 1992
- Scopula declinata Herbulot, 1972
- Scopula decolor (Staudinger, 1898)
- Scopula decorata ([Denis & Schiffermüller], 1775)
- Scopula defectiscripta (Prout, 1914)
- Scopula defixaria (Walker, 1861)
- Scopula deflavaria (Warren, 1896)
- Scopula deflavarioides Holloway, 1997
- Scopula dehortata (Dognin, 1901)
- Scopula deiliniata (Warren, 1897)
- Scopula deliciosaria (Walker, 1861)
- Scopula delitata (Prout, 1913)
- Scopula delospila (Warren, 1907)
- Scopula demissaria (Walker, [1863])
- Scopula densicornis (Warren, 1897)
- Scopula dentilinea (Warren, 1897)
- Scopula dentisignata (Walker, [1863])
- Scopula derasata (Walker, [1863])
- Scopula deserta (Warren, 1897)
- Scopula desita (Walker, 1861)
- Scopula despoliata (Walker, 1861)
- Scopula destituta (Walker, 1866)
- Scopula detentata Prout, 1926
- Scopula dhofarata Wiltshire, 1986
- Scopula didymosema (Lower, 1893)
- Scopula diffinaria (Prout, 1913)
- Scopula dignata (Guenée, [1858])
- Scopula dimoera Prout, 1922
- Scopula dimoeroides Herbulot, [1956]
- Scopula dimorphata (Snellen, 1881)
- Scopula disclusaria (Christoph, 1881)
- Scopula discrepans Prout, 1916
- Scopula dismutata (Guenée, [1858])
- Scopula disparata (Hampson, 1903)
- Scopula dissonans (Warren, 1897)
- Scopula divisaria (Walker, 1861)
- Scopula dohertyi (Warren, 1897)
- Scopula donaria (Schaus, 1901)
- Scopula donovani (Distant, 1892)
- Scopula dorsinigrata (Warren, 1904)
- Scopula dotina Prout, 1938
- Scopula drenowskii Sterneck, 1941
- Scopula dubernardi (Oberthür 1923)
- Scopula duplicipuncta (Prout, 1913)
- Scopula duplinupta Inoue, 1982
- Scopula dux Prout, 1927
- Scopula dysmorpha (Prout, 1915)

### E
- Scopula eburneata (Guenée, [1858])
- Scopula eclipes (Prout, 1910)
- Scopula ectopostigma Prout, 1932
- Scopula elegans (Prout, 1915)
- Scopula elegantula Herbulot, 1978
- Scopula eleina Prout, 1938
- Scopula elisabethae Prout, 1934
- Scopula elwesi Prout, 1922
- Scopula emissaria (Walker, 1861)
- Scopula emutaria (Hübner, [1809])
- Scopula emma (Prout 1913)
- Scopula enucloides (Schaus, 1901)
- Scopula epigypsa (Meyrick, 1886)
- Scopula epiorrhoe Prout, 1935
- Scopula episcia (Meyrick, 1888)
- Scopula episticta Turner, 1942
- Scopula erebospila (Lower, 1902)
- Scopula erici (Kirby, 1896)
- Scopula erinaria (Swinhoe, 1904)
- Scopula erlangeri (Prout, 1932)
- Scopula erubescens (Warren, 1895)
- Scopula erymna Prout, 1928
- Scopula euchroa Prout, 1925
- Scopula eulomata (Snellen, 1877)
- Scopula eunupta Vasilenko, 1998
- Scopula euphemia Prout, 1920
- Scopula eurata (Prout, 1913)
- Scopula extimaria (Walker, 1861)

### F
- Scopula falcataria (Warren, 1901)
- Scopula falcovitshi Viidalepp, 1992
- Scopula falsaria (Herrich-Schäffer, 1852)
- Scopula farinaria (Leech, 1897)
- Scopula fernaria Schaus, 1940
- Scopula ferrilineata (Moore, 1888)
- Scopula ferruginea (Hampson, 1893)
- Scopula fibulata (Guenée, [1858])
- Scopula fimbrilineata (Warren, 1902)
- Scopula flaccata (Staudinger, 1898)
- Scopula flaccidaria (Zeller, 1852)
- Scopula flavifurfurata Prout, 1920
- Scopula flavinsolata Holloway, 1997
- Scopula flavissima (Warren, 1898)
- Scopula flavorosearia (Shchetkin, 1956)
- Scopula flexio Prout, 1917
- Scopula floslactata (Haworth, 1809)
- Scopula fluidaria (Swinhoe, 1886)
- Scopula forbesi (Druce, 1884)
- Scopula formosana Prout, 1934
- Scopula fragilis (Warren, 1903)
- Scopula francki Prout, 1935
- Scopula frigidaria (Möschler, 1860)
- Scopula froitzheimi Wiltshire, 1967
- Scopula fucata (Püngeler, 1909)
- Scopula fulminataria (Turati, 1927)
- Scopula fulvicolor Hampson, 1899
- Scopula fumosaria (Prout, 1913)
- Scopula furfurata (Warren, 1897)
- Scopula fuscata (Hulst, 1887)
- Scopula fuscescens Prout, 1934
- Scopula fuscobrunnea (Warren, 1901)

### G
- Scopula galactina D. S. Fletcher, 1978
- Scopula gastonaria (Oberthür, 1876)
- Scopula gazellaria (Wallengren, 1863)
- Scopula gibbivalvata Herbulot, 1972
- Scopula gilva Sato, 1993
- Scopula glaucescens Herbulot, 1978
- Scopula gnou Herbulot, 1985
- Scopula gracilis (Brandt, 1941)
- Scopula graphidata Prout, 1920
- Scopula grasuta (Schaus, 1901)
- Scopula griseolineata (Rothschild, 1915)
- Scopula grisescens (Staudinger, 1892)
- Scopula guancharia (Alphéraky, 1889)

### H
- Scopula habilis (Warren, 1899)
- Scopula hackeri Hausmann, 1999
- Scopula haemaleata (Warren, 1898)
- Scopula haematophaga Bänziger & Fletcher, 1985
- Scopula haeretica Herbulot, [1956]
- Scopula halimodendrata (Erschoff, 1874)
- Scopula hanna (Butler, 1878)
- Scopula harteni Hausmann, 2009
- Scopula heba Prout, 1920
- Scopula hectata (Guenée, [1858])
- Scopula heidra Debauche, 1938
- Scopula helcita (Linnaeus, 1763)
- Scopula herbuloti Karisch, 2001
- Scopula herbuloti (Viette, 1977)
- Scopula hesycha Prout, 1919
- Scopula hoerhammeri Brandt, 1941
- Scopula homaema Prout, 1920
- Scopula homodoxa (Meyrick, 1886)
- Scopula honestata (Mabille, 1869)
- Scopula horiochroea (Prout, 1916)
- Scopula humifusaria (Eversmann, 1837)
- Scopula humilis (Prout, 1913)
- Scopula hyphenophora (Warren, 1896)
- Scopula hypocallista (Lower, 1900)
- Scopula hypochra (Meyrick, 1888)

### I
- Scopula ichinosawana (Matsumura, 1925)
- Scopula idearia (Swinhoe, 1886)
- Scopula idnothogramma Prout, 1938
- Scopula ignobilis (Warren, 1901)
- Scopula imitaria (Hübner, [1799])
- Scopula immistaria (Herrich-Schäffer, 1852)
- Scopula immorata (Linnaeus, 1758)
- Scopula immutata (Linnaeus, 1758)
- Scopula impersonata (Walker, 1861)
- Scopula impicta Prout, 1922
- Scopula improba (Warren, 1899)
- Scopula impropriaria (Walker, 1861)
- Scopula inactuosa Prout, 1920
- Scopula inangulata (Warren, 1896)
- Scopula incalcarata D. S. Fletcher, 1958
- Scopula incanata (Linnaeus, 1758)
- Scopula indicataria (Walker, 1861)
- Scopula inductata (Guenée, [1858]) – soft-lined wave
- Scopula infantilis Herbulot, 1970
- Scopula inficita (Walker, 1866)
- Scopula inflexibilis Prout, 1931
- Scopula infota (Warren, 1897)
- Scopula innocens (Butler, 1886)
- Scopula innominata Schaus, 1940
- Scopula inscriptata (Walker, [1863])
- Scopula insincera Prout, 1920
- Scopula instructata (Walker, 1863)
- Scopula intensata (Moore, 1887)
- Scopula internata (Guenée, [1858])
- Scopula internataria (Walker, 1861)
- Scopula iranaria Bytinski-Salz & Brandt, 1937
- Scopula irrorata (Bethune-Baker, 1891)
- Scopula irrubescens Prout, 1934
- Scopula irrufata (Warren, 1905)
- Scopula isodesma (Lower, 1903)
- Scopula isomala Prout, 1932
- Scopula isomerica Prout, 1922
- Scopula iterata Herbulot, 1978

### J-K
- Scopula jacta (Swinhoe, 1885)
- Scopula jejuna Prout, 1932
- Scopula johnsoni D. S. Fletcher, 1958
- Scopula julietae Robinson, 1975
- Scopula junctaria (Walker, 1861) – simple wave
- Scopula juruana (Butler, 1881)
- Scopula kagiata (Bastelberger, 1909)
- Scopula karischi Herbulot, 1999
- Scopula kashmirensis (Moore, 1888)
- Scopula kawabei Inoue, 1982
- Scopula klaphecki Prout, 1922
- Scopula kohor Herbulot & Viette, 1952
- Scopula kounden Herbulot, 1992
- Scopula kuhitangica Vasilenko, 1998
- Scopula kuldschaensis (Alphéraky, 1883)

### L
- Scopula lacriphaga Bänziger & Fletcher, 1985
- Scopula lactaria (Walker, 1861)
- Scopula lactarioides Brandt, 1941
- Scopula lactea (Warren, 1900)
- Scopula laevipennis (Warren, 1897)
- Scopula laresaria Schaus, 1940
- Scopula larseni (Wiltshire, 1982)
- Scopula latelineata (Graeser, 1892)
- Scopula lathraea Prout, 1922
- Scopula latifera (Walker, 1869)
- Scopula latimediata D. S. Fletcher, 1958
- Scopula latitans Prout, 1920
- Scopula lautaria (Hübner, [1831]) – small frosted wave
- Scopula lechrioloma (Turner, 1908)
- Scopula legrandi Herbulot, [1963]
- Scopula lehmanni Hausmann, 1991
- Scopula leucoloma Prout, 1932
- Scopula leucopis Prout, 1926
- Scopula leuculata (Snellen, 1874)
- Scopula leuraria (Prout, 1913)
- Scopula libyssa (Hopffer, 1858)
- Scopula limbata (Wileman, 1915)
- Scopula limboundata (Haworth, 1809) – large lace-border
- Scopula limosata D. S. Fletcher, 1963
- Scopula linearia (Hampson, 1891)
- Scopula liotis (Meyrick, 1888)
- Scopula longicerata Inoue, 1955
- Scopula longitarsata Prout, 1932
- Scopula loxographa Turner, 1941
- Scopula loxosema (Turner, 1908)
- Scopula lubricata (Warren, 1905)
- Scopula ludibunda (Prout, 1915)
- Scopula lugubriata D. S. Fletcher, 1958
- Scopula luridata (Zeller, 1847)
- Scopula lutearia (Leech, 1897)
- Scopula luteicollis Prout, 1938
- Scopula luteolata (Hulst, 1880)
- Scopula luxipuncta Prout, 1932
- Scopula lydia (Butler, 1886)

### M
- Scopula macrocelis (Prout, 1915)
- Scopula macronephes D. S. Fletcher, 1958
- Scopula magnidiscata (Warren, 1904)
- Scopula magnipunctata D. S. Fletcher, 1958
- Scopula malagasy (Viette, 1977)
- Scopula malayana Bänziger & Fletcher, 1985
- Scopula manengouba Herbulot, 1992
- Scopula manes Djakonov, 1936
- Scopula manifesta (Prout 1911)
- Scopula mappata (Guenée, [1858])
- Scopula marcidaria (Leech, 1897)
- Scopula margaritaria (Warren, 1900)
- Scopula marginepunctata (Goeze, 1781)
- Scopula mariarosae (Expósito, 2006)
- Scopula mascula (Bastelberger, 1909)
- Scopula mecysma (Swinhoe, 1894)
- Scopula megalocentra (Meyrick, 1888)
- Scopula megalostigma (Prout, 1915)
- Scopula melanopis (Prout, 1929)
- Scopula melanstigma Prout, 1938
- Scopula melinau Holloway, 1997
- Scopula mendax Herbulot, 1954
- Scopula mendicaria (Leech, 1897)
- Scopula mentzeri (Hausmann, 1993)
- Scopula menytes Prout, 1935
- Scopula merina Herbulot, [1956]
- Scopula mesophaena Prout, 1923
- Scopula metacosmia Prout, 1932
- Scopula micara (Schaus, 1901)
- Scopula michinoku Sato, 1994
- Scopula micrata (Guenée, [1858])
- Scopula microphylla (Meyrick, 1889)
- Scopula minoa (Prout, 1916)
- Scopula minorata (Boisduval, 1833)
- Scopula minuta (Warren, 1900)
- Scopula misera (Walker, 1866)
- Scopula mishmica Prout, 1938
- Scopula modesta (Moore, [1887])
- Scopula modicaria (Leech, 1897)
- Scopula moinieri Herbulot, 1966
- Scopula molaris Prout, 1922
- Scopula mollicula Prout, 1932
- Scopula monosema Prout, 1923
- Scopula monotropa Prout, 1925
- Scopula montivaga Prout, 1922
- Scopula moorei (Cotes & Swinhoe, 1888)
- Scopula moralesi (Rungs, 1945)
- Scopula mustangensis Yazaki, 1995

### N
- Scopula nacida (Dognin, 1901)
- Scopula napariata (Guenée, [1858])
- Scopula natalensis (Prout, 1915)
- Scopula natalica (Butler, 1875)
- Scopula nebulata D. S. Fletcher, 1963
- Scopula nemoraria (Hübner, [1799])
- Scopula nemorivagata Wallengren, 1863
- Scopula neophyta Prout, 1922
- Scopula neoxesta (Meyrick, 1888)
- Scopula nepalensis Inoue, 1982
- Scopula nepheloperas (Prout, 1916)
- Scopula nephotropa Prout, 1931
- Scopula nesciaria (Walker, 1861)
- Scopula nesciaroides Holloway, 1997
- Scopula nigralba Herbulot, 1978
- Scopula nigricornis Herbulot, 1992
- Scopula nigricosta (Prout, 1916)
- Scopula nigridentata (Warren, 1896)
- Scopula nigrifrons Pajni & Walia
- Scopula nigrinotata (Warren, 1897)
- Scopula nigristellata (Warren, 1898)
- Scopula nigrocellata (Warren, 1899)
- Scopula nigrociliata Ebert, 1965
- Scopula nigropunctata (Hufnagel, 1767)
- Scopula nipha D. S. Fletcher, 1955
- Scopula nitidata (Warren, 1905)
- Scopula nitidissima Prout, 1920
- Scopula nivearia (Leech, 1897)
- Scopula normalis Herbulot, [1956]
- Scopula nostima Prout, 1938
- Scopula nubifera Hausmann, 1998
- Scopula nucleata (Warren, 1905)
- Scopula nupta (Butler, 1878)

### O
- Scopula obliquifascia Herbulot, 1999
- Scopula obliquiscripta (Warren, 1897)
- Scopula obliquisignata (Bastelberger, 1909)
- Scopula obliviaria (Walker, 1861)
- Scopula ocellata (Warren, 1899)*
- Scopula ocellicincta (Warren, 1901)
- Scopula ocheracea (Hampson, 1891)
- Scopula ochraceata (Staudinger, 1901)
- Scopula ochrea (Hausmann, 2006)
- Scopula ochreofusa (Warren, 1899)
- Scopula ochreolata (Warren, 1905)
- Scopula ochricrinita Prout, 1920
- Scopula ochrifrons Prout, 1920
- Scopula oenoloma Prout, 1932
- Scopula oliveta Prout, 1920
- Scopula omana Wilthsire, 1977
- Scopula omissa (Warren, 1906)
- Scopula omnisona Prout, 1915
- Scopula ophthalmica Prout, 1920
- Scopula opicata (Fabricius, 1798)
- Scopula opperta Prout, 1920
- Scopula oppilata (Walker, 1861)
- Scopula oppunctata (Warren, 1902)
- Scopula optivata (Walker, 1861)
- Scopula orbeorum (Hausmann, 1996)
- Scopula ordinaria (Dyar, 1912)
- Scopula ordinata (Walker, 1861)
- Scopula orientalis (Alphéraky, 1876)
- Scopula origalis (Brandt, 1941)
- Scopula ornata (Scopoli, 1763)
- Scopula orthoscia (Meyrick, 1888)
- Scopula oryx Herbulot, 1985
- Scopula ossicolor (Warren, 1897)
- Scopula ourebi Herbulot, 1985
- Scopula oxysticha Prout, 1938
- Scopula oxystoma Prout, 1929

### P-Q
- Scopula paetula Prout, 1919
- Scopula palleuca Prout, 1925
- Scopula pallida (Warren, 1888)
- Scopula pallidiceps (Warren, 1898)
- Scopula pallidilinea (Warren, 1897)
- Scopula palpata (Prout, 1932)
- Scopula palpifera Prout, 1925
- Scopula paneliusi Herbulot, 1957
- Scopula paradela Prout, 1920
- Scopula paradelpharia Prout, 1920
- Scopula parallelaria (Warren, 1901)
- Scopula parodites Prout, 1931
- Scopula parvimacula (Warren, 1896)
- Scopula patularia (Walker, 1866)
- Scopula pauperata (Walker, 1861)
- Scopula pedilata (Felder & Rogenhofer, 1875)
- Scopula pelloniodes Prout, 1922
- Scopula penricei Prout, 1920
- Scopula penultima Herbulot, 1992
- Scopula peractaria (Walker, 1866)
- Scopula perialurga (Turner, 1922)
- Scopula perlata (Walker, 1861)
- Scopula perlimbata (Snellen, 1874)
- Scopula permutata (Staudinger, 1897)
- Scopula perornata (Thierry-Mieg, 1905)
- Scopula perpunctata Herbulot, 1992
- Scopula personata (Prout, 1913)
- Scopula perstrigulata (Prout, 1913)
- Scopula pertinax (Prout, 1916)
- Scopula phallarcuata Holloway, 1997
- Scopula phyletis (Prout, 1913)
- Scopula phyxelis Prout, 1938
- Scopula picta (Warren, 1897)
- Scopula pinguis (Swinhoe, 1902)
- Scopula pirimacula (Prout, 1916)
- Scopula pithogona Prout, 1938*
- Scopula placida (Warren, 1905)
- Scopula planidisca (Bastelberger, 1908)
- Scopula planipennis (Warren, 1900)
- Scopula plantagenaria (Hulst, 1887)
- Scopula plionocentra Prout, 1920
- Scopula plumbearia (Leech, 1891)
- Scopula poliodesma (Turner, 1908)
- Scopula polystigmaria (Hampson, 1903)
- Scopula polyterpes Prout, 1920
- Scopula praecanata (Staudinger, 1896)
- Scopula praesignipuncta Prout, 1920
- Scopula pratana (Fabricius, 1794)
- Scopula preumenes Prout, 1938
- Scopula prisca Herbulot, [1956]
- Scopula privata (Walker, 1861)
- Scopula promethes Prout, 1928
- Scopula propinquaria (Leech, 1897)
- Scopula prosoeca (Turner, 1908)
- Scopula prosthiostigma Prout, 1938
- Scopula protecta Herbulot, [1956]
- Scopula proterocelis Prout, 1920
- Scopula prouti Djakonov, 1935
- Scopula proximaria (Leech, 1897)
- Scopula pruinata D. S. Fletcher, 1958
- Scopula psephis Prout, 1935
- Scopula pseudagrata Holloway, 1997
- Scopula pseudoafghana Ebert, 1965
- Scopula pseudocorrivalaria (Wehrli, 1932)
- Scopula pseudodoxa Prout, 1920
- Scopula pseudophema Prout, 1920
- Scopula pudicaria (Motschulsky, [1861])
- Scopula puerca (Dognin, 1901)
- Scopula pulchellata (Fabricius, 1794)
- Scopula pulverosa Prout, 1934
- Scopula punctatissima (Bastelberger, 1911)
- Scopula puncticosta (Walker, 1869)
- Scopula punctilineata (Warren, 1897)
- Scopula purata (Guenée, [1858]) – chalky wave
- Scopula pyraliata (Warren, 1898)
- Scopula pyrrhochra (Prout, 1916)
- Scopula quadratisparsa Holloway, 1976
- Scopula quadrifasciata (Bastelberger, 1909)
- Scopula quadrilineata (Packard, 1876) – four-lined wave
- Scopula quinquefasciata Holloway, 1979
- Scopula quinquestriata (Warren, 1896)
- Scopula quintaria (Prout, 1916)

### R
- Scopula radiata (Warren, 1897)
- Scopula rantaizanensis (Wileman, 1915)
- Scopula reaumuraria (Milliere, 1864)
- Scopula rebaptisa Herbulot, 1985
- Scopula rectisecta Prout, 1920
- Scopula recurvata Herbulot, 1992
- Scopula recurvinota (Warren, 1902)
- Scopula recusataria (Walker, 1861)
- Scopula regenerata (Fabricius, 1794)
- Scopula relictata (Walker, 1866)
- Scopula remotata (Guenée, [1858])
- Scopula restricta Holloway, 1997
- Scopula retracta (Hausmann, 2006)
- Scopula rhodinaria (Rebel, 1907)
- Scopula rhodocraspeda Prout, 1932
- Scopula riedeli Hausmann, 2006
- Scopula risa Wiltshire, 1982
- Scopula rivularia (Leech, 1897)
- Scopula roezaria (Swinhoe, 1904)
- Scopula romanarioides (Rothschild, 1913)
- Scopula roseocincta (Warren, 1899)
- Scopula rossi (Prout, 1913)
- Scopula rostrilinea (Warren, 1900)
- Scopula rubellata (Staudinger, 1871)
- Scopula rubiginata (Hufnagel, 1767)
- Scopula rubraria (Doubleday, 1843)
- Scopula rubriceps (Warren, 1905)
- Scopula rubrocinctata (Guenée, [1858])
- Scopula rubrosignaria (Mabille, 1900)
- Scopula ruficolor Prout, 1916
- Scopula rufigrisea Prout, 1913
- Scopula rufisalsa (Warren, 1897)
- Scopula rufistigma (Warren, 1895)
- Scopula rufolutaria (Mabille, 1900)
- Scopula rufomixtaria (Graslin, 1863)
- Scopula rufotinctata (Prout, 1913)

### S
- Scopula sacraria (Bang-Haas, 1910)
- Scopula sagittilinea (Warren, 1897)
- Scopula sanguinifissa Herbulot, [1956]
- Scopula sanguinisecta (Warren, 1897)
- Scopula saphes Prout, 1920
- Scopula sapor (Druce, 1910)
- Scopula sarcodes Prout, 1935
- Scopula sarfaitensis Wiltshire, 1982
- Scopula sauteri Prout, 1922
- Scopula scalercii Hausmann, 2003
- Scopula scialophia Prout, 1919
- Scopula scotti Debauche, 1937
- Scopula sebata D. S. Fletcher, 1958
- Scopula seclusa Herbulot, 1972
- Scopula seclusoides Herbulot, 1978
- Scopula sedataria (Leech, 1897)
- Scopula segregata Prout, 1919
- Scopula semignobilis Inoue, 1942
- Scopula semispurcata (Warren, 1898)
- Scopula semitata (Prout, 1913)
- Scopula sentinaria (Geyer, 1837)
- Scopula separata (Walker, 1875)
- Scopula seras Prout, 1938
- Scopula serena Prout, 1920
- Scopula serratilinea (Warren, 1907)
- Scopula sevandaria (Swinhoe, 1904)
- Scopula seydeli Prout, 1934
- Scopula shiskensis (Matsumura, 1925)
- Scopula siccata McDunnough, 1939
- Scopula sideraria (Guenée, [1858])
- Scopula silonaria (Guenée, [1858])
- Scopula similata (Le Cerf, 1924)
- Scopula simplificata Prout, 1928
- Scopula sincera (Warren, 1901)
- Scopula sinnaria (Swinhoe, 1904)
- Scopula sinopersonata (Wehrli, 1932)
- Scopula sjostedti Djakonov, 1936
- Scopula sordaria Karisch, 2001
- Scopula sordida (Warren, 1895)
- Scopula sparsipunctata (Mabille, 1900)
- Scopula spectrum (Prout, 1923)
- Scopula spinosicrista Herbulot, 1992
- Scopula spissitarsata (Warren, 1899)
- Scopula spoliata (Walker, 1861)
- Scopula stenoptera Prout, 1922
- Scopula stenoptila (Prout, 1916)
- Scopula stephanitis Prout, 1932
- Scopula stigmata (Moore, 1888)
- Scopula straminea (Felder & Rogenhofer, 1875)
- Scopula subaequalis (Prout, 1917)
- Scopula subcandida Prout, 1938
- Scopula subcarnea Prout, 1934
- Scopula subdecorata (Warren, 1896)
- Scopula subgastonaria Wiltshire, 1982
- Scopula sublinearia (Walker, 1866)
- Scopula sublobata (Warren, 1898)
- Scopula sublutescens Prout, 1920
- Scopula submutata (Treitschke, 1828)
- Scopula subnictata (Snellen, 1874)
- Scopula subobliquata (Prout, 1913)
- Scopula subpartita Prout, 1919
- Scopula subpectinata (Prout, 1915)
- Scopula subperlaria (Warren, 1897)
- Scopula subpulchellata Prout, 1920
- Scopula subpunctaria (Herrich-Schäffer, 1847)
- Scopula subquadrata (Guenée, [1858])
- Scopula subrubellata Sterneck, 1941
- Scopula subserena Wiltshire, 1990
- Scopula subtaeniata (Bastelberger, 1908)
- Scopula subtilata (Christoph, 1867)
- Scopula subtracta Prout, 1935
- Scopula succrassula Prout, 1931
- Scopula suda Prout, 1932
- Scopula suffecta Prout, 1938
- Scopula suffundaria (Walker, 1861)
- Scopula suna Prout, 1934
- Scopula superciliata (Prout, 1913)
- Scopula superior (Butler, 1878)
- Scopula supernivearia Inoue, 1963
- Scopula supina Prout, 1920
- Scopula sybillaria (Swinhoe, 1902)
- Scopula synethes (Turner, 1922)
- Scopula szechuanensis (Prout, 1913)

### T
- Scopula tahitiensis Orhant, 2003
- Scopula taifica Wiltshire, 1982
- Scopula takao Inoue, 1954
- Scopula tanalorum Herbulot, 1972
- Scopula technessa Prout, 1932
- Scopula tenera (Warren, 1899)
- Scopula tensipallida Prout, 1938
- Scopula tenuimargo (Prout, 1916)
- Scopula tenuimedia Prout, 1938
- Scopula tenuiscripta Prout, 1917
- Scopula tenuisocius Inoue, 1942
- Scopula tenuispersata (Fuchs, 1902)
- Scopula terminata (Wiltshire, 1966)
- Scopula ternata Schrank, 1802
- Scopula terrearia (Mabille, 1900)
- Scopula tersicallis Prout, 1929
- Scopula tessellaria (Boisduval, 1840)
- Scopula thrasia Prout, 1938
- Scopula thysanopus (Turner, 1908)
- Scopula timandrata (Walker, 1861)
- Scopula timboensis Prout, 1938
- Scopula timia (Prout, 1916)
- Scopula toquilla (D. S. Fletcher, 1978)
- Scopula tornisecta (Prout, 1916)
- Scopula tosariensis Prout, 1923
- Scopula toxophora Prout, 1919
- Scopula traducta Prout, 1938
- Scopula transmeata (Prout, 1931)
- Scopula transsecta (Warren, 1898)
- Scopula trapezistigma Prout, 1938
- Scopula tricommata (Warren, 1899)
- Scopula trisinuata (Warren, 1897)
- Scopula tsekuensis Prout, 1935
- Scopula tumiditibia Prout, 1920
- Scopula turbidaria (Hübner, [1819])
- Scopula turbulentaria (Staudinger, 1870)

### U-V
- Scopula uberaria (Zerny, 1933)
- Scopula umbelaria (Hübner, [1813])
- Scopula umbilicata (Fabricius, 1794) – swag-lined wave
- Scopula umbratilinea (Warren, 1901)
- Scopula undilinea (Warren, 1900)
- Scopula undulataria (Moore, 1888)
- Scopula unicornata (Warren, 1900)
- Scopula unilineata (Warren, 1896)
- Scopula unisignata Prout, 1926
- Scopula urnaria (Guenée, [1858])
- Scopula usticinctaria (Walker, 1861)
- Scopula uvarovi (Wiltshire, 1952)
- Scopula vacuata (Guenée, [1858])
- Scopula valentinella Karisch, 2001
- Scopula variabilis (Butler, 1878)
- Scopula vicina (Thierry-Mieg, 1907)
- Scopula vicina (Gaede, 1917)
- Scopula viettei Herbulot, 1992
- Scopula vigensis Prout, 1938
- Scopula vigilata (Prout, 1913)
- Scopula vinocinctata (Guenée, [1858])
- Scopula violacea (Warren, 1897)
- Scopula virgulata ([Denis & Schiffermüller], 1775)
- Scopula vitellina Herbulot, 1978
- Scopula vitiosaria (Swinhoe, 1904)
- Scopula vittora (Schaus, 1901)
- Scopula vojnitsi Inoue, 1992
- Scopula voluptaria Prout, 1938

### W-Z
- Scopula walkeri (Butler, 1883)
- Scopula wegneri Prout, 1935
- Scopula wittei Debauche, 1938
- Scopula xanthocephalata (Guenée, [1858])
- Scopula xanthomelaena D. S. Fletcher, 1957
- Scopula yamanei Inoue, 1978
- Scopula yihe Yang, 1978
- Scopula zophodes Prout, 1935

## Estado desconocido
- Scopula gyalararia (Franzenau, 1856), descrita como Acidalia gyalararia de Siebenburgen.
- Scopula voeltzkowi Prout, 1934, descrita de África. [7]

## Red de la vida
Las especies de Scopula son utilizadas como fuente de alimento por varios depredadores, entre ellos: 
- Familia Ichneumonoidea (Hymenoptera)
  - Aleiodes coxalis Spinola, 1808
  - Aleiodes tashimai Kusigemati, 1983
  - El defraudador de Aoplus Wesmael, 1845
  - Cotesia perspicua Nees, 1834
  - Homolobus ( Oulophus ) flagitador Curtis, 1837
  - Hoplismenus axillatorius Thunberg, 1822
  - Hiposoter thuringiacus Schmiedeknecht, 1909
  - Phobocampe crassiuscula Gravenhorst, 1829
  - Pristicerops infractorius Linneo, 1761
- Familia Chalcidoidea (Hymenoptera)
  - Euplectus gopimohani Mani, 1941